# Departamento de Guaduas
Guaduas fue uno de los departamentos en que se dividía el Estado Soberano de Cundinamarca (Colombia). Fue creado por medio de la ley del 14 de noviembre de 1857, a partir del territorio sur-oriental de la provincia de Bogotá. Tenía por cabecera a la ciudad de Guaduas. Fue suprimido el 7 de julio de 1860 y su territorio adjudicado al departamento de Honda. El departamento comprendía parte del territorio de las actuales regiones cundinamarquesas de Bajo Magdalena, Gualivá y Magdalena Centro.

## Historia
El departamento de Guaduas fue creado y suprimido múltiples veces durante la existencia del Estado Soberano de Cundinamarca. Fue creado el 14 de noviembre de 1857, pero por medio de la ley del 7 de julio de 1860 fue integrado al departamento de Honda. Luego fue recreado con la ley del 7 de septiembre de 1862 y vuelto a suprimirse el 2 de febrero de 1865, siendo su territorio anexado al departamento del Sur.

## División territorial
El departamento al momento de su creación (1857) estaba dividido en los distritos de Guaduas (capital), Chaguaní, San Juan, Vianí, Bituima, Síquima, Villeta, Sasaima, Nocaima, Nimaima, Quebradanegra, Peña, Topaipí, Yacopí, La Palma, Caparrapí, Calamoima, Puerto Bogotá y Pabón.
Tras su segunda creación (1862), el departamento quedó conformado por los distritos de Guaduas (capital), Quebradanegra, Calamoima, Puerto Bogotá, Pabón, Villeta, Sasaima, Síquima, Vergara, Nocaima, Nimaima, San Juan, Chaguaní y Beltrán.